# Podranka
Podranka (Podranea) je rod rostlin z čeledi trubačovité (Bignoniaceae). Zahrnuje pouze 2 druhy, pocházející z tropické a subtropické Afriky. Podranky jsou šplhavé keře bez úponků se zpeřenými listy a nápadnými růžovými až fialovými květy. Jsou pěstovány v tropech i subtropech včetně Středomoří jako okrasné dřeviny.

## Popis
Podranky jsou stálezelené šplhavé keře bez úponků, dorůstající výšky až 3,5 metru. Listy jsou lichozpeřené, složené z 5 až 11 pilovitých lístků. Květy jsou uspořádané ve vrcholové latě. Kalich je velký, zvonkovitý, poněkud nafouklý, zakončený 5 zuby, za čerstva světle fialový. Koruna je fialová nebo narůžovělá s purpurovou kresbou, trubkovitě zvonkovitá, na konci lehce dvoupyská. Tyčinky jsou 4, nevyčnívající z květů, mimo to je přítomno jedno sterilní staminodium. Semeník je čárkovitý. Tobolky jsou dlouhé a úzké, kožovité.

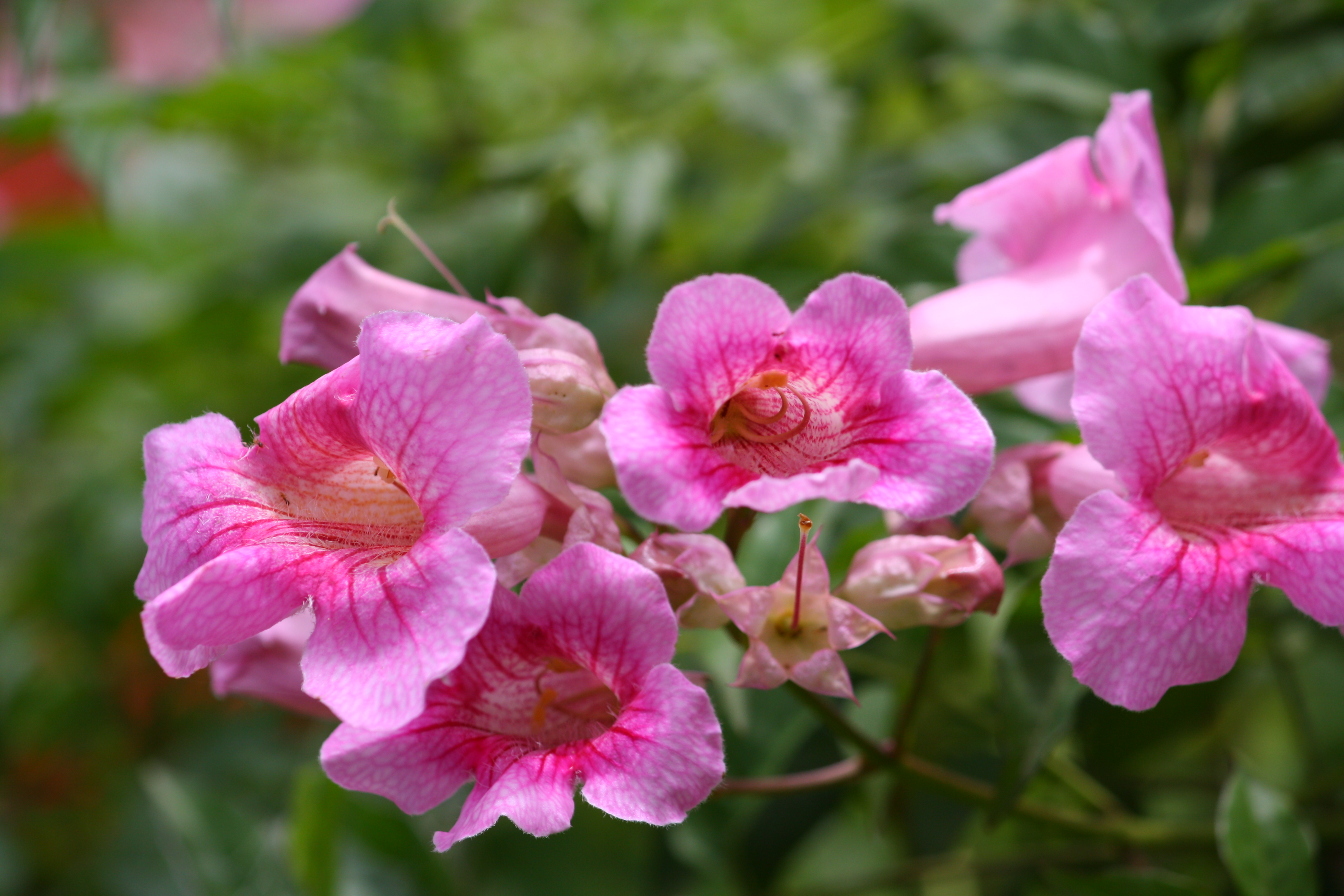
Květy Podranea brycei
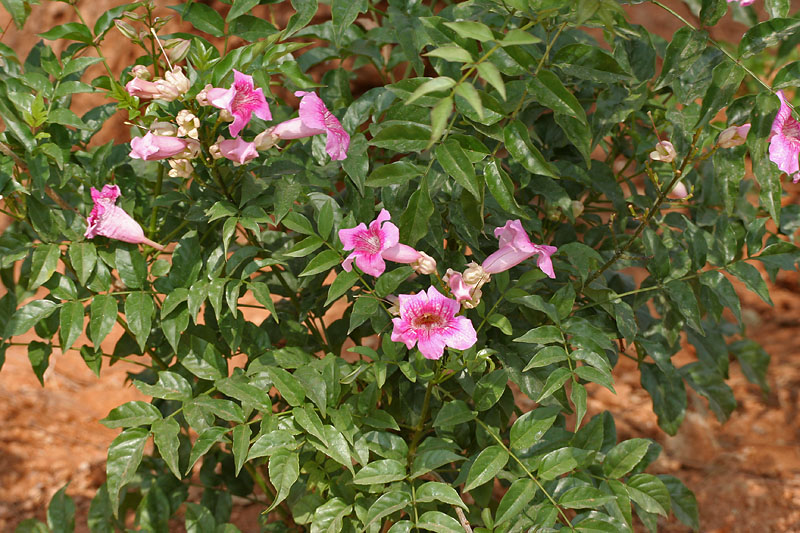
Podranka dlouhoplodá
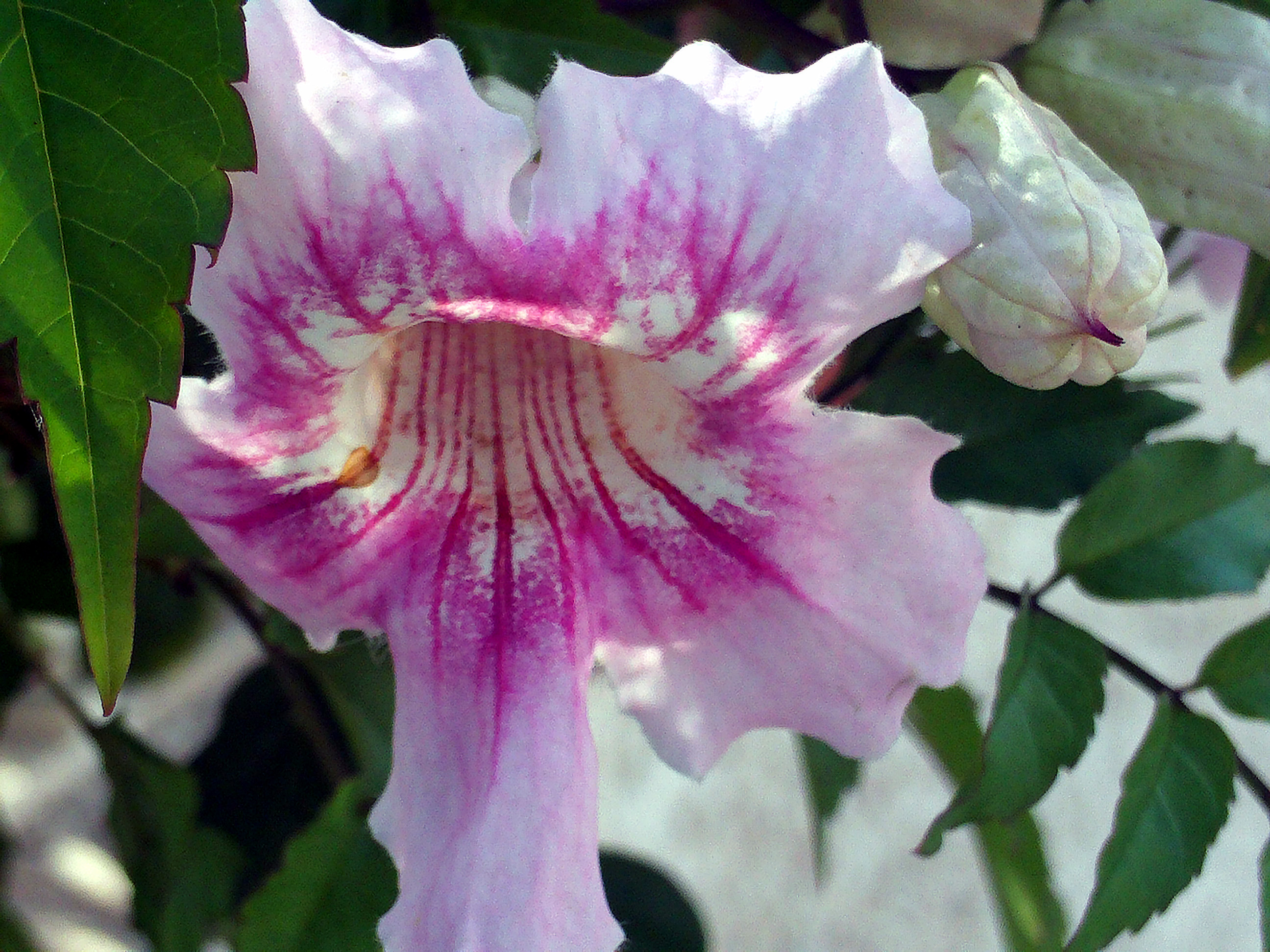
Detail květu podranky dlouhoplodé

## Rozšíření
Rod podranka zahrnuje pouze 2 druhy, pocházející z Afriky. Podranka dlouhoplodá pochází z Jižní Afriky, kde byl nalezen v ústí řeky Mzimvubu v provincii Východní Kapsko. Podranea brycei se vyskytuje v tropické Africe, v Zimbabwe a Mosambiku.

## Zástupci
- podranka dlouhoplodá (Podranea ricasoliana)

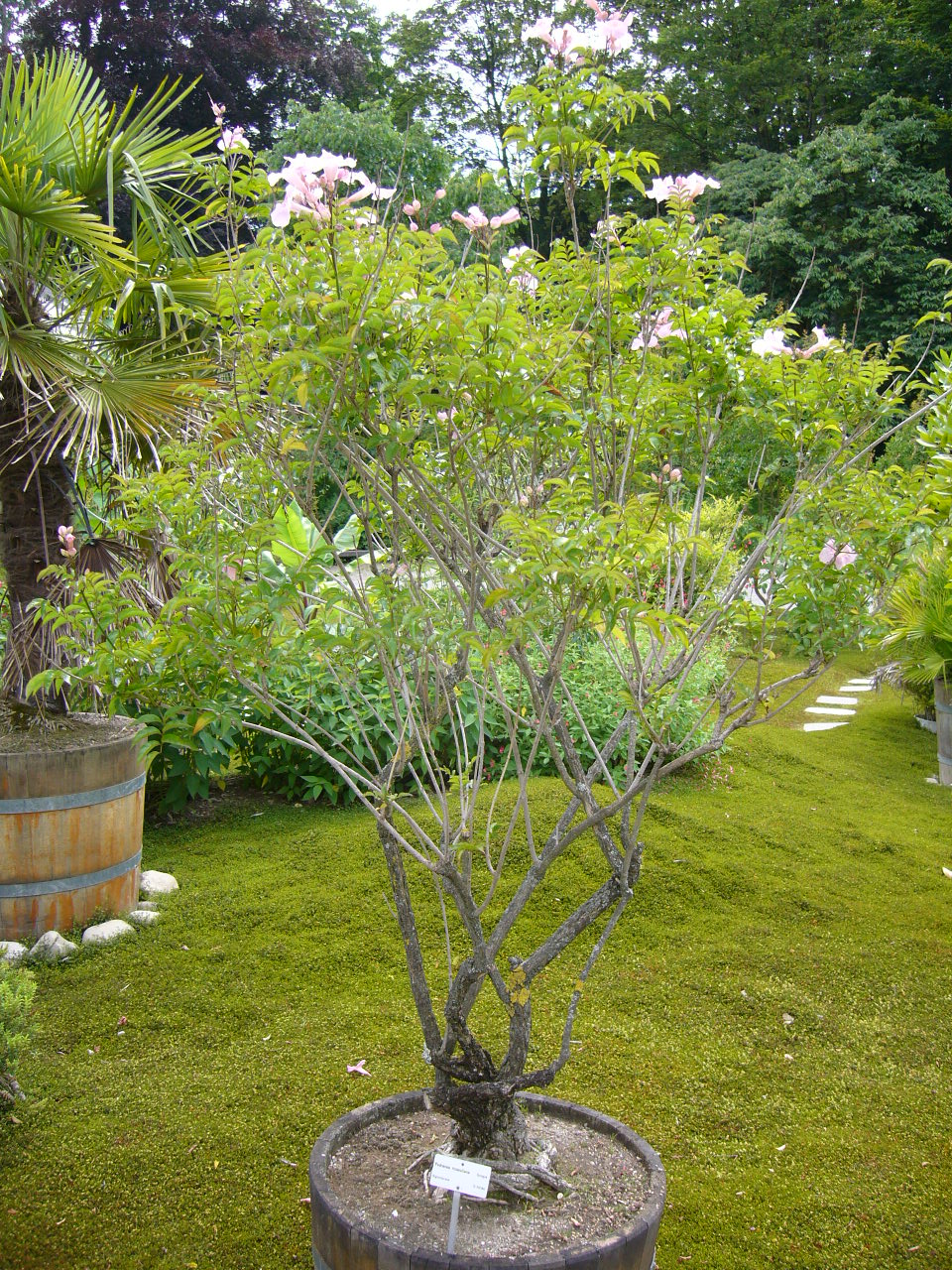
Podranka dlouhoplodá jako kbelíková rostlina

## Význam
Podranky jsou pěstovány v tropech a subtropech celého světa jako nápadně kvetoucí okrasné dřeviny. Podranka dlouhoplodá je pěstována i ve Středomoří. V severněji položených částech Evropy je pěstována jako kbelíková rostlina. Podranky jsou nezřídka zaměňovány s podobným, asijsko-australským rodem pandora (Pandorea), který se odlišuje mj. nenafouklým, zeleným kalichem. V českých botanických zahradách jsou podranky k vidění zřídka. Oba druhy tohoto rodu jsou uváděny ze sbírek Pražské botanické zahrady v Tróji.

## Přehled druhů
- Podranea brycei
- Podranea ricasoliana[6]